# 下新川郡

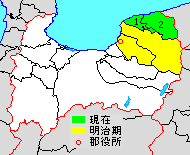
富山県下新川郡の位置（1.入善町 2.朝日町）

下新川郡（しもにいかわぐん）は富山県の郡。
人口31,375人、面積297.55km²、人口密度105人/km²。（2025年6月1日、推計人口）
以下の2町を含む。
- 入善町（にゅうぜんまち）
- 朝日町（あさひまち）

## 郡域
1896年（明治29年）に行政区画として発足した当時の郡域は、上記の2町のほか、魚津市、黒部市に相当する。

## 歴史
- 1878年（明治11年）12月17日 - 郡区町村編制法の石川県での施行により、石川県新川郡の一部の区域をもって行政区画としての下新川郡が発足。郡役所を魚津町の、現在富山県魚津総合庁舎が所在する地に設置[1]。
- 1883年（明治16年）5月9日 - 石川県が分割され、当郡は富山県の管轄となる。
- 1889年（明治22年）4月1日 - 町村制の施行により以下の町村が発足。（6町37村）

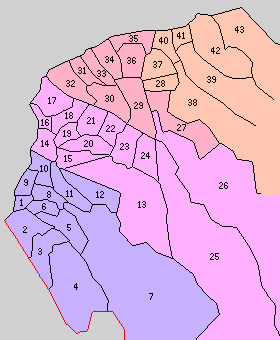
1.魚津町 2.下中島村 3.上中島村 4.松倉村 5.上野方村 6.下野方村 7.片貝谷村 8.加積村 9.道下村 10.経田村 11.天神村 12.西布施村 13.東布施村 14.石田村 15.田家村 16.生地町 17.村椿村 18.大布施村 19.三日市町 20.前沢村 21.荻生村 22.若栗村 23.浦山村 24.下立村 25.内山村 26.愛本村 27.舟見町 28.野中村 29.新屋村 30.小摺戸村 31.青木村 32.飯野村 33.上原村 34.入善町 35.横山村 36.椚山村 37.大家庄村 38.山崎村 39.南保村 40.五箇庄村 41.泊町 42.宮崎村 43.境村 （紫：魚津市 桃：黒部市 赤：入善町 橙：朝日町）

- 魚津町 ← 魚津30町、下村木村［一部］、本江村［一部］、住吉村［一部］、大光寺村［一部］、友道村［一部］、上村木村［一部］、三ケ村［一部］（現・魚津市）
- 下中島村 ← 住吉村［一部］、三ヶ村［一部］、川縁新村、慶野村、魚津田地方、宮津村（現・魚津市）
- 上中島村 ← 弥源寺新村、川津村、升方村、早月上野村、浅生村、有山村、升田村、上椿村、下椿村、吉野村、齋木村、岩高村、出村、湯上村、早月川原村（現・魚津市）
- 松倉村 ← 金山谷村、観音堂村、池谷村、北山村、稗畠村、坪野村、松倉村、古鹿熊村、虎谷村、小菅沼村、鹿熊村、大熊村、河原波村、鉢村、平椿村、室田村、大浦村［一部］（現・魚津市）
- 上野方村 ← 大海寺野村、大海寺新村、大海寺野新村、苅安村、石垣村、大谷村（現・魚津市）
- 下野方村 ← 石垣新村、三田村、印田新村、友道村［一部］、本江村［一部］、大光寺村［一部］、住吉新村（現・魚津市）
- 片貝谷村 ← 東城村、黒谷村、山女村、平沢村、島尻村、大菅沼村、道坂村、貝田新村、東山村［一部］（現・魚津市）
- 加積村 ← 吉島村、上村木村［一部］、相木村、横枕村、袋村、六郎丸村［一部］（現・魚津市）
- 道下村 ← 仏田村［一部］、仏田又新村、青島村、本新村、釈迦堂新村、北鬼江村、北中村、下村木村［一部］、岡経田村［一部］（現・魚津市）
- 経田村 ← 浜経田村［一部］、岡経田村［一部］、平伝寺村、齋沢村、持光寺村、西尾崎村、江口村、東尾崎村［一部］、天神野新村［一部］、仏田村［一部］（現・魚津市）
- 天神村 ← 東山村［一部］、青柳村、天神野新村［一部］、東尾崎村［一部］、木下新村、六郎丸村［一部］（現・魚津市）
- 西布施村 ← 小川寺村、長引野新村、黒沢村、布施爪村、長引野又新村、大沢村、蛇田村（現・魚津市）
- 東布施村 ← 福平村、池尻村、笠破村、釈迦堂村、朴谷村、田籾村、内生谷村、阿弥陀堂村、尾山村、中陣村、嘉例沢村（現・黒部市）
- 石田村 ← 石田村、石田新村、浜石田新村、平石田新村、正光寺村、正光寺新村、山立野新村、経立野新村、浜石田村、番田新村、石田川原新村、犬山新村、堀切村、経石田新村、田中新村、天神新村、浜経田村［一部］、開発新村、開発村（現・黒部市）
- 田家村 ← 田家新村、山田村、神谷村、石田新町村、布施山開［一部］（現・黒部市）
- 生地町 ← 生地村、山生地新村、経生地新村、大野新村、四ツ屋新村、二ツ屋新村、吉田新村、吉田村［一部］（現・黒部市）
- 村椿村 ← 荒俣村［一部］、大開、吉田村［一部］、飯沢村、飛騨村［一部］、大角井新村、出島開、本村新村、平蓮場新村、村椿村、大島新村、沓掛村［一部］、板屋村［一部］、四ヶ開［一部］（現・黒部市）
- 大布施村 ← 中新村、金屋新村、沓掛村［一部］、植木村、四ヶ開［一部］、栃沢村、北野村、北野又新村、北野新村、田家角内新村、窪田新村、石塚新村、比丘尼新村、高橋新村、堀切新村、四ツ塚村、経北野新村、植木新村、古御堂村、木鎌新村、植木又新村（現・黒部市）
- 三日市町 ← 三日市村、天池新村、牧野新村、中野道村、中野新村、中野又新村、石野村、北新村（現・黒部市）
- 前沢村 ← 前沢村、山田新村、吉城寺村、布施山開［一部］（現・黒部市）
- 荻生村 ← 荻生村、長屋新村、荻生新村、箱根新村、内野新村、沖新村、堂林新村、清水新村、大橋新村、荻生五郎八開（現・黒部市）
- 若栗村 ← 若栗村、舌山新村、下垣内新村、布施山開［一部］（現・黒部市）
- 浦山村 ← 浦山村［一部］、熊野新村、栃屋村、布施山開［一部］（現・黒部市）
- 下立村 ← 下立村、布施山開［一部］（現・黒部市）
- 内山村 ← 内山村、布施山開［一部］（現・黒部市）
- 愛本村 ← 愛本新村、中ノ口村、音沢村、明日村、栗虫村（現・黒部市）
- 舟見町 ← 舟見村、桑畑新村、下若林村、舟見野村、愛場村（現・入善町）
- 野中村 ← 今江村、古畑村、林尻村、二ツ屋村、横道村、藤塚村、下野村、島迷村、西中村、中村、中沢村（現・朝日町、入善町）
- 新屋村 ← 新屋村、浦山新村、下山村、浦山村［一部］（現・入善町）
- 小摺戸村 ← 小摺戸村、一宿新村、赤岩開、若栗新村、福島村、柴川原新村、袖沢新村、福島新村［一部］、青木村［一部］（現・入善町）
- 青木村 ← 青木村［一部］、目川村、木根村、木根新村、福島新村［一部］（現・入善町）
- 飯野村 ← 上飯野村、上飯野新村、東狐村、八社開、神子沢村、下飯野沢村、五十里村、高瀬新村、下飯野村、蘆崎村、高畠新村、蛇沢新村、本村、飛騨五郎八開、板屋村［一部］、笹原新村、臼森村、臼森新村、高堂新村、柴垣新村、道古新村、荒俣村［一部］、飛騨村［一部］（現・入善町）
- 上原村 ← 上野村、道市村、吉原村、古川村（現・入善町）
- 入善町 ← 入膳村、入膳新村、元青島村、君島村、神林新村（現・入善町）
- 横山村 ← 横山村、春日村、八幡村、藤原新村、古黒部村、中島開（現・入善町）
- 椚山村 ← 椚山村、小杉新村、荒又村、椚山新村、田ノ又村、日吉新村（現・入善町）
- 大家庄村 ← 三枚橋村、金山村、大家庄村［一部］、窪田村、下山新村、下林村、高橋村、横水村、野新村、舟川新村、岡開新村、不動堂村、杉森村（現・朝日町）
- 山崎村 ← 山崎村、棚山野新開所、細野村、山崎新村、中野村、殿村、山王村（現・朝日町）
- 南保村 ← 南保村、石谷村、蛭谷村、長野村（現・朝日町）
- 五箇庄村 ← 西草野村、月山村、月山新村、川仕新村、前又新村、赤川村、二ツ村、大家庄村［一部］（現・朝日町）
- 泊町 ← 泊町、沼保村、荒川新村、道下村、横尾村、大屋村、東草野村、平柳村（現・朝日町）
- 宮崎村 ← 笹川村、宮崎村（現・朝日町）
- 境村 ← 境村、大平村（現・朝日町）

- 1896年（明治29年）6月1日 - 郡制を施行。
- 1923年（大正12年）3月31日 - 郡会が廃止。郡役所は存続。
- 1926年（大正15年）6月30日 - 郡役所が廃止。以降は地域区分名称となる。
- 1940年（昭和15年）
  - 2月11日 - 三日市町・石田村・田家村・村椿村・大布施村・前沢村・荻生村・若栗村が合併して桜井町が発足。（6町30村）
  - 4月1日 - 浦山村・下立村が合併して東山村が発足。（6町29村）
- 1941年（昭和16年）6月1日 - 桜井町の一部（大字柳沢・別所）を東布施村に編入。
- 1952年（昭和27年）4月1日 - 魚津町・上中島村・下中島村・松倉村・上野方村・下野方村・片貝谷村・加積村・道下村・経田村・天神村・西布施村が合併して魚津市が発足し、郡より離脱。（5町18村）
- 1953年（昭和28年）
  - 4月1日 - 東布施村が桜井町に編入。（5町17村）
  - 10月1日 - 入善町・新屋村・小摺戸村・青木村・飯野村・上原村・横山村・椚山村が合併し、改めて入善町が発足。（5町10村）
- 1954年（昭和29年）
  - 4月1日 - 桜井町・生地町が合併して黒部市が発足し、郡より離脱。（3町10村）
  - 7月10日 - 東山村・内山村・愛本村が合併して宇奈月町が発足。（4町7村）
  - 8月1日 - 泊町・五箇庄村・宮崎村・境村・大家庄村・山崎村・南保村が合併して朝日町が発足。（4町1村）
  - 11月20日 - 野中村が朝日町に編入。（4町）
- 1959年（昭和34年）1月1日（3町）
  - 朝日町の一部（大字野中・島迷・今江・ニツ屋・西中・林尻・古畑および中沢・藤塚・下野の各一部）を舟見町に編入。
  - 舟見町が入善町に編入。
- 2006年（平成18年）3月31日 - 宇奈月町が黒部市と合併し、改めて黒部市が発足、郡より離脱。（2町）

### 変遷表
| 明治22年以前 | 明治22年4月1日 | 明治22年 - 昭和19年    | 昭和20年 - 昭和29年           | 昭和20年 - 昭和29年           | 昭和30年 - 昭和63年         | 平成1年 - 現在         | 現在   |
| ------------ | -------------- | ---------------------- | ----------------------------- | ----------------------------- | --------------------------- | ---------------------- | ------ |
|              | 魚津町         | 魚津町                 | 昭和27年4月1日 魚津市         | 昭和27年4月1日 魚津市         | 魚津市                      | 魚津市                 | 魚津市 |
|              | 上中島村       | 上中島村               | 昭和27年4月1日 魚津市         | 昭和27年4月1日 魚津市         | 魚津市                      | 魚津市                 | 魚津市 |
|              | 下中島村       | 下中島村               | 昭和27年4月1日 魚津市         | 昭和27年4月1日 魚津市         | 魚津市                      | 魚津市                 | 魚津市 |
|              | 松倉村         | 松倉村                 | 昭和27年4月1日 魚津市         | 昭和27年4月1日 魚津市         | 魚津市                      | 魚津市                 | 魚津市 |
|              | 上野方村       | 上野方村               | 昭和27年4月1日 魚津市         | 昭和27年4月1日 魚津市         | 魚津市                      | 魚津市                 | 魚津市 |
|              | 下野方村       | 下野方村               | 昭和27年4月1日 魚津市         | 昭和27年4月1日 魚津市         | 魚津市                      | 魚津市                 | 魚津市 |
|              | 片貝谷村       | 片貝谷村               | 昭和27年4月1日 魚津市         | 昭和27年4月1日 魚津市         | 魚津市                      | 魚津市                 | 魚津市 |
|              | 加積村         | 加積村                 | 昭和27年4月1日 魚津市         | 昭和27年4月1日 魚津市         | 魚津市                      | 魚津市                 | 魚津市 |
|              | 道下村         | 道下村                 | 昭和27年4月1日 魚津市         | 昭和27年4月1日 魚津市         | 魚津市                      | 魚津市                 | 魚津市 |
|              | 経田村         | 経田村                 | 昭和27年4月1日 魚津市         | 昭和27年4月1日 魚津市         | 魚津市                      | 魚津市                 | 魚津市 |
|              | 天神村         | 天神村                 | 昭和27年4月1日 魚津市         | 昭和27年4月1日 魚津市         | 魚津市                      | 魚津市                 | 魚津市 |
|              | 西布施村       | 西布施村               | 昭和27年4月1日 魚津市         | 昭和27年4月1日 魚津市         | 魚津市                      | 魚津市                 | 魚津市 |
|              | 三日市町       | 昭和15年2月11日 桜井町 | 桜井町                        | 昭和29年4月1日 黒部市         | 黒部市                      | 平成18年3月31日 黒部市 | 黒部市 |
|              | 石田村         | 昭和15年2月11日 桜井町 | 桜井町                        | 昭和29年4月1日 黒部市         | 黒部市                      | 平成18年3月31日 黒部市 | 黒部市 |
|              | 田家村         | 昭和15年2月11日 桜井町 | 桜井町                        | 昭和29年4月1日 黒部市         | 黒部市                      | 平成18年3月31日 黒部市 | 黒部市 |
|              | 村椿村         | 昭和15年2月11日 桜井町 | 桜井町                        | 昭和29年4月1日 黒部市         | 黒部市                      | 平成18年3月31日 黒部市 | 黒部市 |
|              | 大布施村       | 昭和15年2月11日 桜井町 | 桜井町                        | 昭和29年4月1日 黒部市         | 黒部市                      | 平成18年3月31日 黒部市 | 黒部市 |
|              | 前沢村         | 昭和15年2月11日 桜井町 | 桜井町                        | 昭和29年4月1日 黒部市         | 黒部市                      | 平成18年3月31日 黒部市 | 黒部市 |
|              | 荻生村         | 昭和15年2月11日 桜井町 | 桜井町                        | 昭和29年4月1日 黒部市         | 黒部市                      | 平成18年3月31日 黒部市 | 黒部市 |
|              | 若栗村         | 昭和15年2月11日 桜井町 | 桜井町                        | 昭和29年4月1日 黒部市         | 黒部市                      | 平成18年3月31日 黒部市 | 黒部市 |
|              | 東布施村       | 東布施村               | 昭和28年4月1日 桜井町に編入   | 昭和29年4月1日 黒部市         | 黒部市                      | 平成18年3月31日 黒部市 | 黒部市 |
|              | 生地町         | 生地町                 | 生地町                        | 昭和29年4月1日 黒部市         | 黒部市                      | 平成18年3月31日 黒部市 | 黒部市 |
|              | 浦山村         | 昭和15年4月1日 東山村  | 昭和29年7月10日 宇奈月町      | 昭和29年7月10日 宇奈月町      | 宇奈月町                    | 平成18年3月31日 黒部市 | 黒部市 |
|              | 下立村         | 昭和15年4月1日 東山村  | 昭和29年7月10日 宇奈月町      | 昭和29年7月10日 宇奈月町      | 宇奈月町                    | 平成18年3月31日 黒部市 | 黒部市 |
|              | 内山村         | 内山村                 | 昭和29年7月10日 宇奈月町      | 昭和29年7月10日 宇奈月町      | 宇奈月町                    | 平成18年3月31日 黒部市 | 黒部市 |
|              | 愛本村         | 愛本村                 | 昭和29年7月10日 宇奈月町      | 昭和29年7月10日 宇奈月町      | 宇奈月町                    | 平成18年3月31日 黒部市 | 黒部市 |
|              | 入善町         | 入善町                 | 昭和28年10月1日 入善町        | 昭和28年10月1日 入善町        | 入善町                      | 入善町                 | 入善町 |
|              | 新屋村         | 新屋村                 | 昭和28年10月1日 入善町        | 昭和28年10月1日 入善町        | 入善町                      | 入善町                 | 入善町 |
|              | 小摺戸村       | 小摺戸村               | 昭和28年10月1日 入善町        | 昭和28年10月1日 入善町        | 入善町                      | 入善町                 | 入善町 |
|              | 青木村         | 青木村                 | 昭和28年10月1日 入善町        | 昭和28年10月1日 入善町        | 入善町                      | 入善町                 | 入善町 |
|              | 飯野村         | 飯野村                 | 昭和28年10月1日 入善町        | 昭和28年10月1日 入善町        | 入善町                      | 入善町                 | 入善町 |
|              | 上原村         | 上原村                 | 昭和28年10月1日 入善町        | 昭和28年10月1日 入善町        | 入善町                      | 入善町                 | 入善町 |
|              | 横山村         | 横山村                 | 昭和28年10月1日 入善町        | 昭和28年10月1日 入善町        | 入善町                      | 入善町                 | 入善町 |
|              | 椚山村         | 椚山村                 | 昭和28年10月1日 入善町        | 昭和28年10月1日 入善町        | 入善町                      | 入善町                 | 入善町 |
|              | 舟見町         | 舟見町                 | 舟見町                        | 舟見町                        | 昭和34年1月1日 入善町に編入 | 入善町                 | 入善町 |
|              | 泊町           | 泊町                   | 昭和29年8月1日 朝日町         | 昭和29年8月1日 朝日町         | 朝日町                      | 朝日町                 | 朝日町 |
|              | 五箇庄村       | 五箇庄村               | 昭和29年8月1日 朝日町         | 昭和29年8月1日 朝日町         | 朝日町                      | 朝日町                 | 朝日町 |
|              | 宮崎村         | 宮崎村                 | 昭和29年8月1日 朝日町         | 昭和29年8月1日 朝日町         | 朝日町                      | 朝日町                 | 朝日町 |
|              | 境村           | 境村                   | 昭和29年8月1日 朝日町         | 昭和29年8月1日 朝日町         | 朝日町                      | 朝日町                 | 朝日町 |
|              | 大家庄村       | 大家庄村               | 昭和29年8月1日 朝日町         | 昭和29年8月1日 朝日町         | 朝日町                      | 朝日町                 | 朝日町 |
|              | 山崎村         | 山崎村                 | 昭和29年8月1日 朝日町         | 昭和29年8月1日 朝日町         | 朝日町                      | 朝日町                 | 朝日町 |
|              | 南保村         | 南保村                 | 昭和29年8月1日 朝日町         | 昭和29年8月1日 朝日町         | 朝日町                      | 朝日町                 | 朝日町 |
|              | 野中村         | 野中村                 | 昭和29年11月20日 朝日町に編入 | 昭和29年11月20日 朝日町に編入 | 朝日町                      | 朝日町                 | 朝日町 |

## 行政
石川県下新川郡長
| 代 | 氏名     | 就任年月日                 | 退任年月日               | 備考         |
| -- | -------- | -------------------------- | ------------------------ | ------------ |
| 1  | 横田栄純 | 明治11年（1878年）12月17日 |                          | [ 3 ]        |
|    |          |                            | 明治16年（1883年）5月8日 | 富山県に移管 |

富山県下新川郡長
| 代 | 氏名 | 就任年月日               | 退任年月日                | 備考                   |
| -- | ---- | ------------------------ | ------------------------- | ---------------------- |
| 1  |      | 明治16年（1883年）5月9日 |                           |                        |
|    |      |                          | 大正15年（1926年）6月30日 | 郡役所廃止により、廃官 |